# Cserey Ignác
Cserey Ignác, nagyajtai (Bardoc, 1806. április 7. – Eger, 1897. január 4.) honvéd ezredes.

## Életpályája
1806. április 7-én született az udvarhelyszéki Bardocon, B. Sámuel földbirtokos, Bardoc szék királybírája és Árkosy Júlia fiaként, református családban. 1836-ban feleségül vette özv. Szabóné, szül. Katona Zsuzsát, három gyermekük született.
1822-től a 15. (2. székely) határőrezrednél szolgált. 1829-től nemesi testőr, 1830-ban magyar gárdistaként Bécsben részt vett Ferenc József keresztelőjén. 1844-től főszázados a 33. gyalogezredben.
1848. április végétől már a nemzetőrség szervezésére felállított Országos Nemzetőri Haditanács Gyalogsági Osztályának főnöke lett, majd május közepétől közreműködött a Pesten alakuló 1. és 2. honvédzászlóalj szervezésében. Június 8-án már mint honvéd őrnagy a Budai 2. Honvédzászlóalj parancsnoka. A zászlószentelés után Cserey őrnagy zászlóalja azonnal a Délvidékre indult és napokon belül szinte minden átmenet nélkül a bácskai harcok színterére került, majd ezt követően a péterváradi erőd védőrségéhez csatlakozott. Október 1-jétől már alezredes, az Erdélyben alakuló honvédzászlóaljak főfelügyelője lett Kolozsváron, november 20-tól pedig a kolozsvári hadmegye parancsnoka lett. December 31-től már Nagyváradon az egyesített nagyváradi és kolozsvári hadmegye parancsnoka. 1848. június 8.-tól pedig már őrnagy, a Budai 2. Honvédzászlóalj parancsnoka lett, majd július közepétől részt vett a délvidéki harcokban. Ez év október 1-től alezredes, az Erdélyben alakuló honvédzászlóaljak főfelügyelője Kolozsváron. November 20-tól a kolozsvári hadmegye parancsnoka, majd december 31-től már Nagyváradon volt, ahol az egyesített nagyváradi és kolozsvári hadmegye parancsnoka és az újoncozás felügyelője lett. E beosztásában 1849. május 25-től ezredes.
Világosnál esett fogságba. Aradon 1849. november 15-én golyó általi halálra ítélték. Büntetését november 24-én hét év várfogságra enyhítették. 1852-ben kegyelmet kapott, Komáromból szabadult.
1867-től Heves megye közgyámja, a megyei honvédegylet tagja. 1888—1896 között a budapesti honvédmenház parancsnoka. 1894-ben a Honvéd-menedékház parancsnokaként ő vezette Kossuth Lajos temetésén a gyászmenetet. 1896-ban végleg Egerbe költözött, itt is hunyt el 1897. január 4-én.